# Cherbonnières
Cherbonnières település Franciaországban, Charente-Maritime megyében. Lakosainak száma 340 fő (2022. január 1.). Cherbonnières Aulnay, Gibourne, Loiré-sur-Nie, Paillé, Saint-Martin-de-Juillers, Saint-Pierre-de-Juillers és Villemorin községekkel határos.

## Népesség
A település népességének változása:
| Lakosok száma | 472  | 388  | 375  | 340  | 349  | 355  | 338  | 331  | 327  | 340  |
|               | 1968 | 1982 | 1990 | 2006 | 2013 | 2015 | 2017 | 2019 | 2020 | 2022 |